# فایندلی (نوازنده)
فایندلی (زاده ۷ ژوئن ۱۹۹۱)، با نام واقعی ناتالی رز فایندلی، یک موسیقی‌دان انگلیسی است که اصالتاً اهل استوکپورت، انگلستان است. فیندلی از حدود ۱۵ سالگی شروع به نواختن گیتار کرد و پس از حدود یک سال شروع به نوشتن آهنگ کرد.
در ۲۴ نوامبر ۲۰۱۳، فایندلی دومین EP خود Greasy Love را منتشر کرد. با این حال، پس از اختلاف نظر با شرکت ضبط موسیقی خود، Polydor، فایندلی از قرارداد خود با این شرکت آزاد شد.